# Rafael Lara Martínez
Rafael Alejandro Fortunato Lara Martínez (San Salvador, 12 de marzo de 1952) es un antropólogo, lingüista, crítico literario y escritor salvadoreño. Su trabajo ha sido reconocido con el Premio Nacional de Cultura y la distinción de «Notable Antropólogo de El Salvador» por parte de la Asamblea Legislativa.
Realizó sus estudios en la Escuela Nacional de Antropología e Historia de México, donde obtuvo el grado de licenciatura en Antropología lingüística en 1976, y alcanzó el doctorado en Lingüística en  Francia de la Universidad de La Sorbona en 1984.
Ha fungido como asesor del Ministerio de Educación de El Salvador entre 1994 y 1995; y se ha desempeñado como catedrático en México, Francia, Costa Rica, El Salvador y Estados Unidos en varias materias que incluyen la literatura española y francesa, cultura y literatura latinoamericana, literatura centroamericana, historiografía literaria latinoamericana, lingüística, antropología, y semiótica, entre otras.
Además, es miembro de diversas asociaciones culturales, entre ellas: el Instituto Internacional de Literatura Iberoamericana, la Sociedad Mexicana de Antropología, la Sociedad de Estudios Latinoamericanos, y la Sociedad para el Psicoanálisis de la Cultura y la Sociedad.
El año 2011 se hizo acreedor al Premio Nacional de Cultura, por su «arduo trabajo en el área de la recuperación de la memoria histórica». Su discurso en el acto de entrega se titulaba Gracias a la gracia de los ancestros, y en parte se lee:

La utopía náhuat-pipil ocupa no una simple plaza al centro de una ciudad indignada.  Ocupa el universo entero, un cuerpo vivo y escrito que en voluntad política proyecta la integridad de la nacionalidad salvadoreña, ahora dispersa por el Mundo.  Gracias al florecimiento, al renacimiento primaveral de lo indígena en El Salvador que se avecina.  Se avecina la utopía en la cual la cultura conduce la política al sublimar la violencia actual en escuelas de creación artesanal, artísticas, musicales y literarias.

## Obra
La obra de Lara Martínez comprende:
- Ensayos polémicos de literatura salvadoreña (San Salvador, 2000).
- Ensayos sobre antropología y literatura. Entre ciencia y ficción (Costa Rica, 2004).
- Remembering a Massacre in El Salvador (coautor con Héctor Lindo Fuentes y Erik Ching, Estados Unidos, 2007).
- Del dictado. Miguel Mármol, Roque Dalton y 1932, del cuaderno (1966) a la “novela-verdad” (1972) (San Salvador, 2007).
- Poesía completa de Pedro Geoffroy Rivas (San Salvador, 2008).
- Balsamera bajo la guerra fría. El Salvador –1932. Historia intelectual (San Salvador, 2009).
- Diario de campo (Memoria de una estancia en el zoco) (Editorial Flor de Barro, 2015).